# Brasserie Fischer
La brasserie Fischer — parfois appelée brasserie du Pêcheur — est une ancienne brasserie alsacienne installée à Schiltigheim, commune voisine de Strasbourg, dans le Bas-Rhin. Fondée en 1821, elle est fermée en 2009. Une partie des bâtiments est préservée et intégrée à un écoquartier.
La marque Fischer appartient aujourd’hui au groupe Heineken.

## Historique

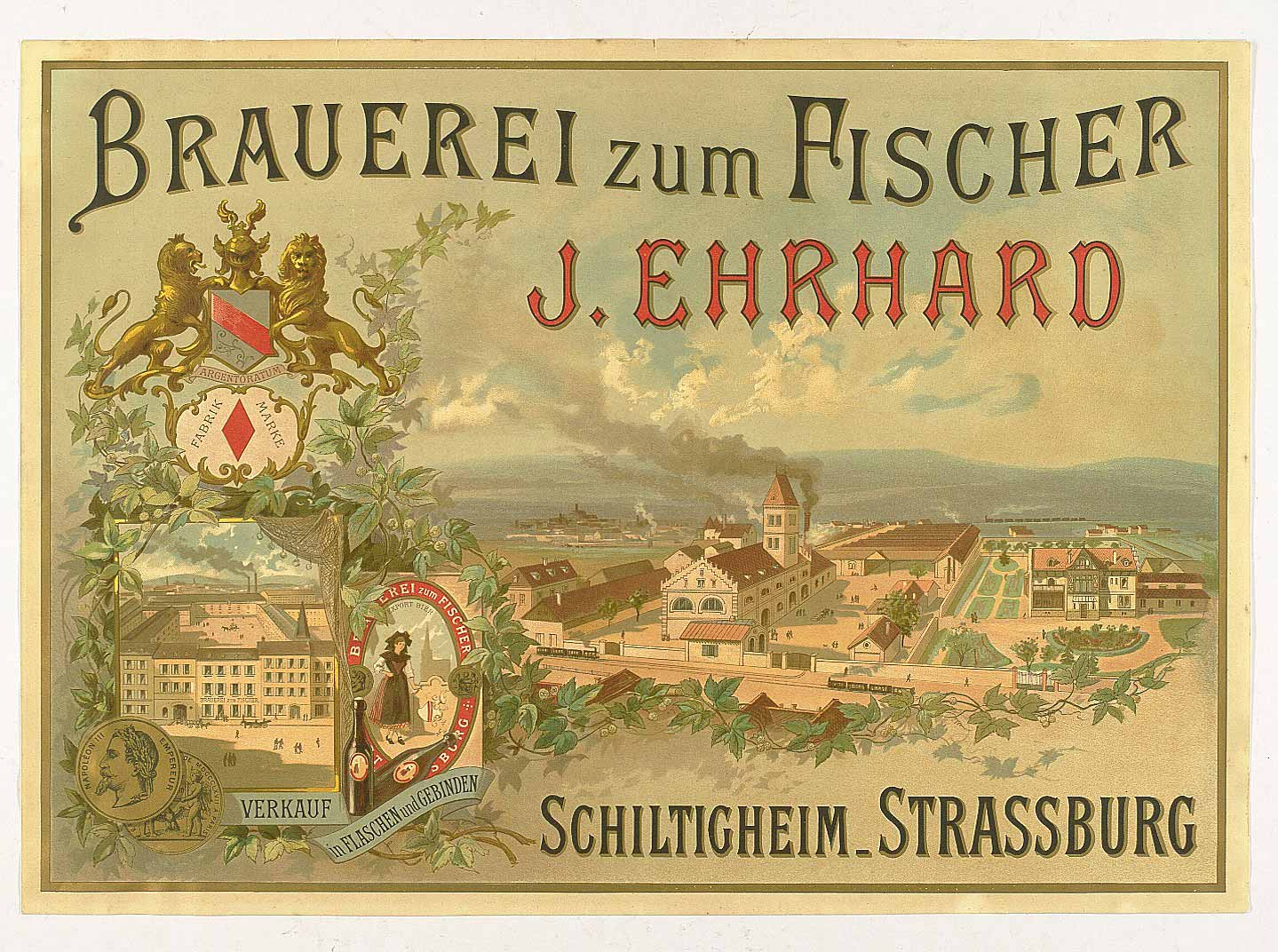
Publicité pour la brasserie sous le Second Empire.

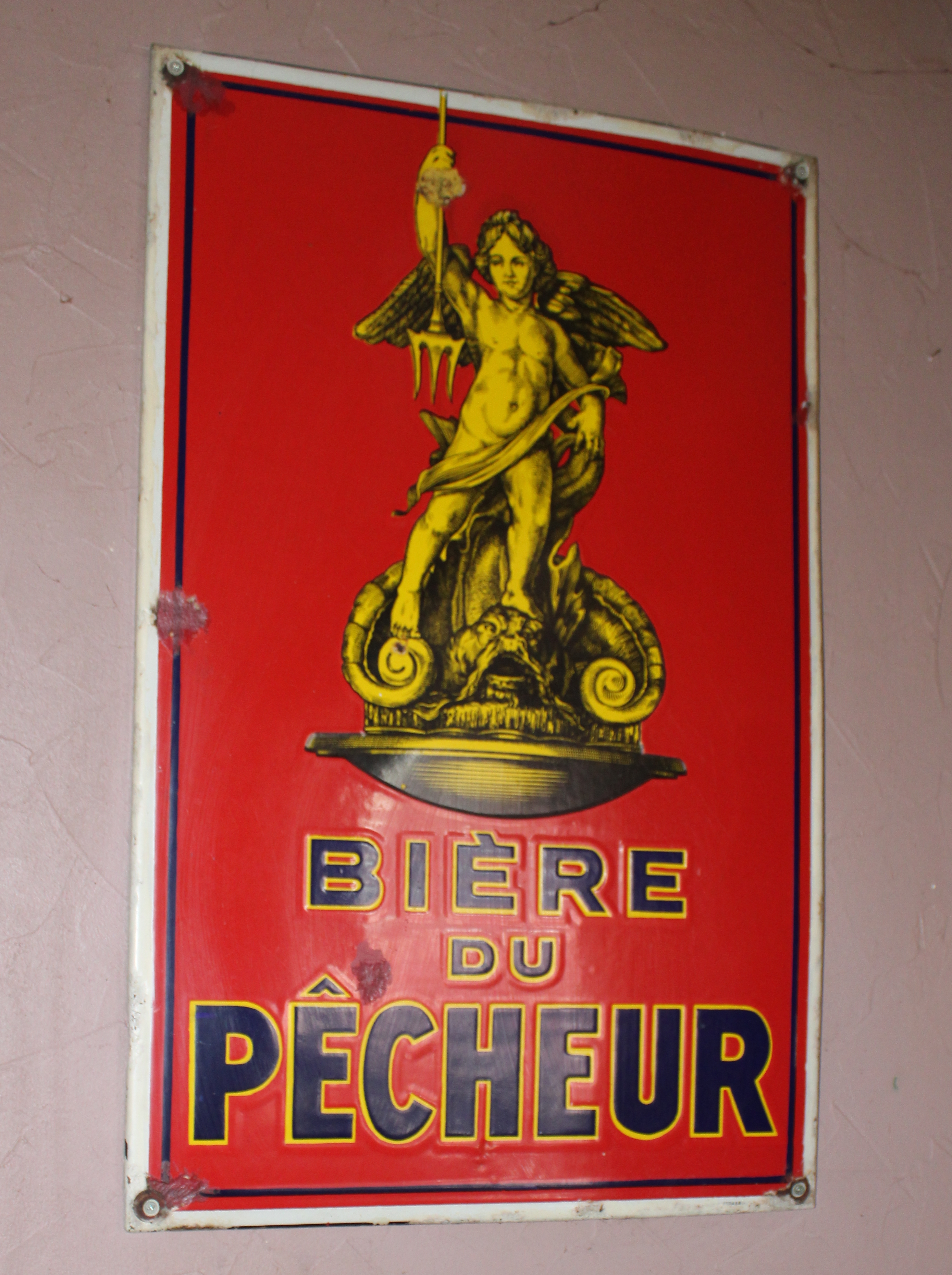
Ancienne plaque émaillée de la Bière du Pêcheur.

L'histoire de la brasserie Fischer débute en 1821 lorsque Jean-Frédéric Fischer-Garnier fonde la brasserie de l'Ours-Blanc située au 54, rue du Jeu-des-Enfants à Strasbourg. Elle devient la brasserie Fischer, en hommage à son fondateur, en 1840. À partir de 1850, la brasserie expédie chaque jour un train de bière en direction de Paris.
Les premières caves sont creusées à Schiltigheim en 1854. De nouvelles caves sont réalisées en 1876 et la production est entièrement transférée à Schiltigheim en 1884.
Dès le début du XXe siècle, Fischer rachète plusieurs petites brasseries dans la région : la brasserie de la Hache à Schiltigheim en 1903, la brasserie de l'Aigle à Surbourg en 1904, la brasserie du Rhin à Schiltigheim  en 1905, les brasseries Nico à Colmar, Amos à Wasselonne et Saint-Louis en 1906 et la brasserie de la Ville de Paris à Schiltigheim en 1914.
Plusieurs agrandissements sont réalisés entre 1903 et 1912 à la suite de l'achat de la brasserie voisine Hauer. La malterie — qui devient le symbole de la brasserie — est érigée sur l'emplacement de celle-ci en 1912.
Lorsque l'Alsace redevient française après la Première Guerre mondiale, la brasserie crée la bière du Pêcheur (Fischer signifiant pêcheur en alsacien).
En 1922, la brasserie Fischer rachète la brasserie Adelshoffen également implantée à Schiltigheim.

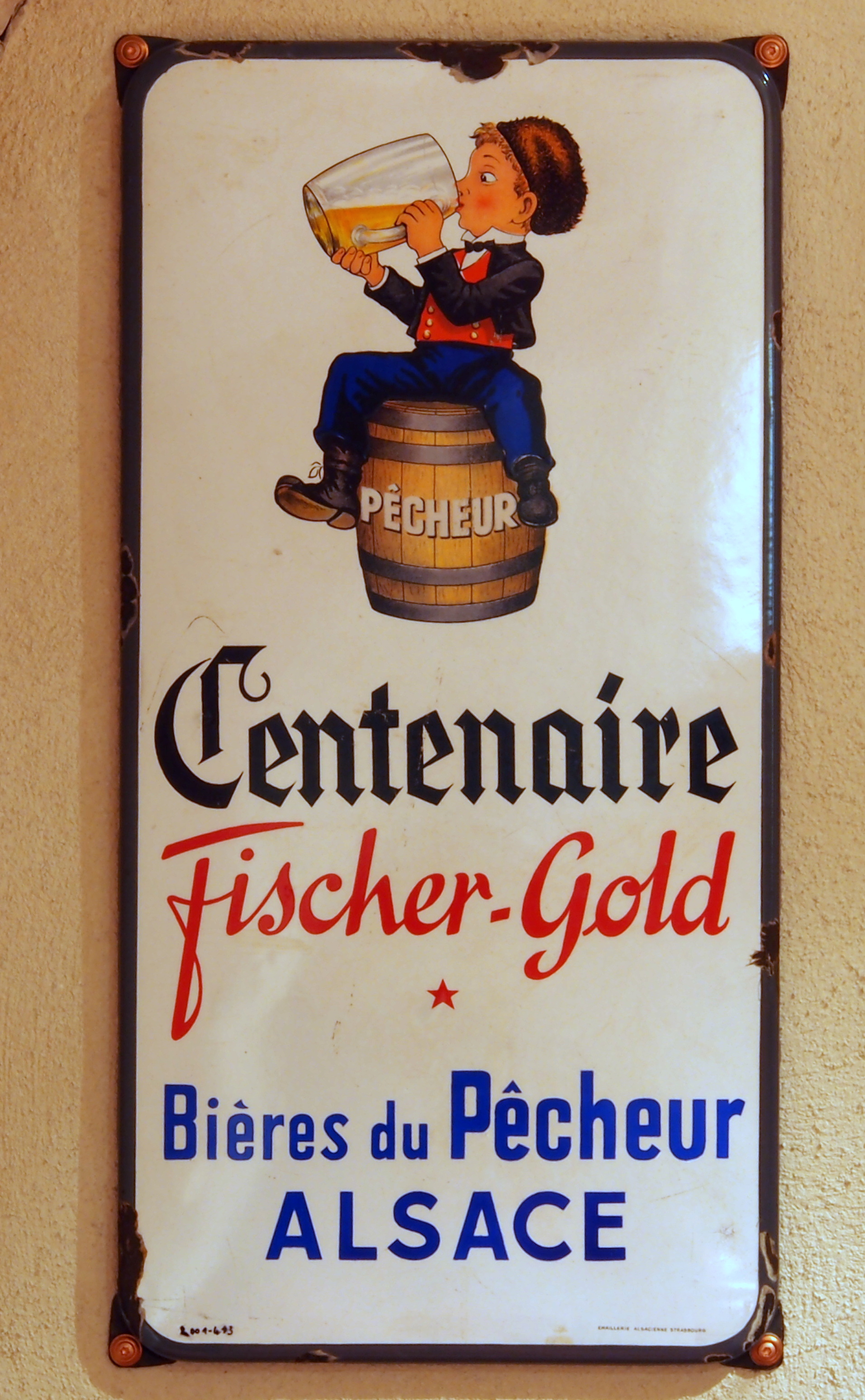
Ancienne enseigne célébrant le centenaire de la brasserie.

Le célèbre « Fischermannele », petit bonhomme assis sur un tonneau et buvant une bière, apparait pour la première fois en 1925(ou 1930 selon d'autres sources) lors du lancement de la Fischer Gold (aujourd’hui Fischer Tradition). Il devient l'emblème de la brasserie en 1934.
La brasserie est endommagée par un bombardement le 11 août 1944.
La société brasserie Fischer est créée en 1955. En 1959, la brasserie Gruber, située dans le quartier de Koenigshoffen à Strasbourg, est rachetée par Fischer. La brasserie Gruber est fermée en 1965.
Une nouvelle salle de brassage est construite en 1959.
Michel Debus devient président des brasseries Fischer et Adelshoffen en 1966.
En 1989, la 3615 Pêcheur est la première bière vendue par Minitel.
La brasserie Fischer lance la Desperados en 1995.
Le 12 février 1996, Heineken devient actionnaire majoritaire du groupe Fischer-Adelshoffen. Dès l'annonce de ce rachat, les Schilikois et les employés du groupe Fischer-Adelshoffen expriment leurs craintes concernant l'avenir des deux brasseries.
La brasserie Fischer disposait d'un embranchement ferroviaire, relié à la ligne de Strasbourg à Lauterbourg, utilisé jusqu'à la fin des années 1990 et dont il reste encore une partie des rails rue de l'Embranchement.
La brasserie Adelshoffen est fermée en juillet 2000, après avoir été occupée par ses employés. La production de celle-ci est alors transférée sur le site Fischer.
En 2008, la brasserie produisait 600 000 hectolitres de bière et employait 130 personnes.
Lors d'un comité d'entreprise extraordinaire du 30 mai 2008, le groupe Heineken annonce la fermeture programmée de la brasserie courant 2009 et la suppression de 188 emplois. Une partie de l'outil de production est transférée à la brasserie de l'Espérance, située également à Schiltigheim, et sa production est transférée entre celle-ci et la brasserie du Pélican de Mons-en-Barœul. Seule subsistera la marque Fischer.
La Fischerstub, restaurant traditionnel attenant à l'ancienne brasserie, est toujours ouvert aujourd’hui.

### Reconversion

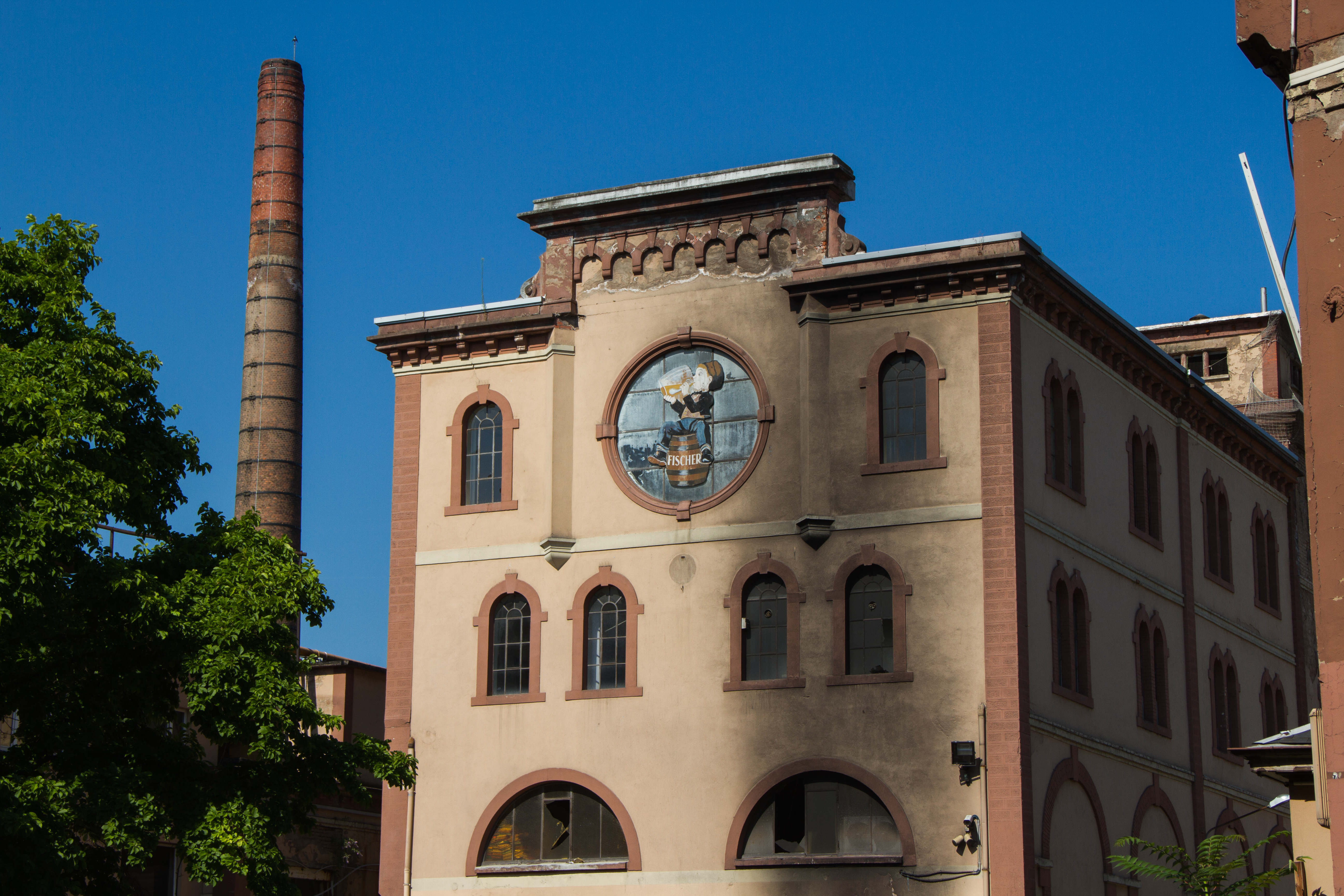
Le fronton du « palais Fischer ».

Le site de l'ancienne brasserie, 5 hectares de terrains à l'entrée de Schiltigheim, est laissé à l'abandon depuis fin 2009. Il est victime de plusieurs incendies et d'un effondrement des anciennes galeries souterraines.
Le 5 mars 2015, Jean-Marie Kutner, maire de Schiltigheim, et  Pascal Sabrié, président d'Heineken France, dévoilent un projet de reconversion pour le site. Celui-ci comprend la construction de 34 000 mètres2 de logements, 10 000 mètres2 de commerces, une zone de loisirs de 5 000 mètres2 et un groupe scolaire de 12 classes construit sur un terrain de 5 200 mètres2. La ville de Schiltigheim demande que le restaurant Fischerstub et l'ancienne malterie, haute de 25 mètres et emblématique de l'entrée sud de la commune, soient préservés,,.
Le projet de l'aménageur Altarea Cogedim, réalisé par le cabinet d’architectes Reichen et Robert, est retenu en septembre 2015. Il prévoit la conservation de quatre bâtiments emblématiques du site et de la cheminée. Seuls 5 000 à 6 000 mètres² seront destinés aux commerces et le groupe scolaire s'installera dans un ancien bâtiment réhabilité. Le cout du projet est estimé à 100 millions d'euros.
En revanche le projet prévoit la démolition de la villa dite « Gruber ». Cette bâtisse, construite en 1933, hébergeait les domestique de la famille Ehrhardt (qui étaient alors propriétaires de la brasserie). L'association Col’Schick milite pour la préservation de la villa.
Le rapport sur l'enquête publique relative au projet de reconversion du site donne un avis favorable et estime qu'il faut « réhabiliter et intégrer la villa Gruber dans le projet ». Cependant, ce même rapport déclare que « l'intérêt architectural et historique » de la salle de brassage de 1959 (qui doit accueillir un groupe scolaire) est « contestable ». Le 22 novembre 2016, le conseil municipal de Schiltigheim décide de préserver la villa. Une seconde enquête publique réalisée au printemps 2017 se conclut également par un avis favorable.
En novembre 2017, la municipalité annonce qu'un multiplexe cinématographique du groupe MK2 comportant huit salles s'installera dans l'ancienne malterie. Ce dernier est cependant en concurrence avec un autre projet de complexe cinématographique situé Place des Halles à Strasbourg.
Une nouvelle version du projet est présentée le 13 juin 2018 par Danielle Dambach, la nouvelle maire de Schiltigheim. 610 logements seront construits au lieu des 850 prévus à l'origine et un square de 18,5 ares sera créé. Cinq bâtiments ainsi que deux caves seront préservés. L'ouverture du groupe scolaire est attendue pour septembre 2020 tandis que les premiers logements devraient être livrés au premier trimestre 2021 en même temps que le complexe cinématographique. La livraison des derniers logements est envisagée en 2024. Une soirée célébrant le lancement des travaux est organisée le 18 octobre 2018.
Une partie du site est inscrite au titre des monuments historiques le 3 décembre 2018,.
Le 31 janvier 2023, la cheminée de 39 mètres — classée monument historique — est « déconstruite » en urgence car elle menace de s'effondrer.

## Les bières
La brasserie Fischer produisait les bières Fischer Tradition, Doreleï, Pêcheur, Desperados, Kriska, Adelscott ainsi que des bières de saison.